# Oskar Singer
Oskar Singer (geboren 24. Februar 1893 in Ustroń, Österreich-Ungarn; gestorben 31. Dezember 1944 in Kaufering) war ein tschechoslowakischer Jurist, Schriftsteller, Journalist, Hauptredakteur der Chronik des Gettos Lodz/Litzmannstadt und Zionist.

## Leben
Oskar Singer war Sohn eines Textilkaufmanns und wuchs in Friedeck auf. Im dortigen deutschsprachigen Kronprinz-Rudolf-Gymnasium legte er 1911 die Matura ab. Anschließend studierte er vom Wintersemester 1911/12 bis Sommersemester 1914 und im Sommersemester 1918 an der Juridischen Fakultät der Universität Wien und wurde Mitglied der Jüdisch Akademischen Verbindung „Ivria“. Dort wurde er am 3. Juni 1919 zum Doktor der Rechte promoviert. In Neu-Oderberg betrieb er seine eigene Rechtsanwaltskanzlei. Später war Singer Mitinhaber einer Speditionsfirma.
Singer diente als Offizier der k.u.k.-Armee im Ersten Weltkrieg. Bereits während der Militärzeit schrieb Singer sein erstes literarisches Werk: das Drama „Landsturm“. Auch als Student publizierte er weitere Texte, so auch das Stück „Jerusalem“ und die Komödie „Rosenbaum contra Rosenbaum“. Doch bleiben diese Werke verschollen. Im Alter von 40 Jahren entschied sich Singer für einen Neuanfang und betätigte sich journalistisch. Nach dem Umzug nach Prag schrieb er für das „Prager Tagblatt“, für die Wochenzeitschrift „Der Montag“ (ab 13. Juli 1936 „Der Prager illustrierte Montag“) und für das zweisprachige Prager „Jüdische Nachrichtenblatt/Židovské listy“ (JNB). Während der deutschen Okkupation war er in der Zeit vom 22. Dezember 1939 bis zum 17. Oktober 1941 Chefredakteur des JNB.
Am 26. Oktober 1941 wurde Singer mit seiner Familie ins Ghetto Lodz/Litzmannstadt deportiert. Dort arbeitete er in der Statistischen Abteilung des Judenältesten Chaim Rumkowski und redigierte u. a. „Die Chronik des Gettos Lodz/Litzmannstadt“. Seine Sekretärin war Lucille Eichengreen. Im August 1944 wurde Singer über das KZ Auschwitz und Sachsenhausen in das KZ Dachau überstellt. Laut den Aussagen des Archivs der KZ-Gedenkstätte Dachau wurde Singer danach in das Dachauer KZ-Außenlagerkomplex Kaufering verschleppt, wo er am 31. Dezember 1944 verstarb.
Die Universitätsbibliothek Gießen hat zusammen mit der Arbeitsstelle Holocaustliteratur in Gedenken an Oskar Singer einen Arbeits- und Bibliotheksraum eingerichtet, der eine große Sammlung zur Holocaustliteratur bereitstellt und die Suche nach NS-Raubkunst in der UB Gießen dokumentiert.

## Werk
Zu Singers Werk zählen mindestens vier, davon drei heute unbekannte, Dramen, darüber hinaus journalistische Beiträge in tschechisch-deutschsprachigen Zeitungen und Aufzeichnungen aus dem Ghetto Lodz/Litzmannstadt.

### Literarische Tätigkeit
Um 1916/1917 entstand Singers erstes Drama, „Landsturm“. Das während seines Militäreinsatzes geschriebene und offenbar Aufsehen erregende Stück setzte sich mit den Zuständen in der k.u.k.-Armee auseinander und wurde etwa anderthalb Stunden vor der geplanten Aufführung verboten.
Zwei weitere Stücke, das Drama „Jerusalem“ sowie die Komödie „Rosenbaum contra Rosenbaum“ sind ähnlich wie „Landsturm“ nicht aufzufinden.
Das einzige heute noch zugängliche und 2001 neu aufgelegte Drama Singers, „Herren der Welt: Zeitstück in drei Akten“, nimmt bereits im Moment seines Entstehens, im Jahre 1935, die Judenverfolgung und -vernichtung durch die Nationalsozialisten vorweg: Der jüdische Ingenieur und Erfinder Dr. Walter Bergmann wird von den Nazis aus der Rüstungs-Firma Boese entlassen. Er flüchtet nach Prag, wohin er von zwei Agenten verfolgt wird. Die Agenten, die nach Bergmanns Leben trachten und ihm seine Bauskizzen für eine kriegsentscheidende Maschine entwenden sollen, werden schließlich jedoch entlarvt und festgenommen.
Neben der Judenverfolgung spielt das Motiv der Assimilation eine große Rolle. Die Brüder Robert und Walter Bergmann vertreten in dieser Hinsicht zwei gegensätzliche Pole: Robert hat den Nationalsozialismus durchschaut und spricht sogar von der „vergasten Luft“ des antisemitischen Hasses. Sein Bruder Walter verkörpert den national eingestellten und um eine vollständige Assimilation bemühten Juden. Er diente im Ersten Weltkrieg und sieht Deutschland immer noch groß. Auch glaubt er nahezu bis zum Schluss, dem NS-Regime seine Bedingungen diktieren zu können.
Von der Aktualität des Zeitstücks zeugen mehrere weitere Aspekte. So spielt das Stück „im Jahre 46 n.d.G.F. (nach des Führers Geburt)“. Die Maschine, die Bergmann erfunden haben soll, dient der Ausschaltung von feindlichen Flugzeugen. Singer spricht auch über die Terroranstalten, wie beispielsweise das KZ Oranienburg.

### Journalistische Tätigkeit
Nach der Besatzung kam Singer eine wichtige Rolle zuteil: Ab dem 24. November 1939 (nachgewiesen ab 22. Dezember 1939) war er Chefredakteur der einzigen noch erlaubten jüdischen Wochenzeitung „Jüdisches Nachrichtenblatt“. Gleichzeitig war Singer Mitglied der Leitung der Jüdischen Kultusgemeinde und Mittelmann Adolf Eichmanns. Bei ihm musste er einmal wöchentlich den jeweils geplanten Entwurf des JNB vorlegen. In seinen Artikeln rief Singer nicht nur zur Emigration nach Palästina auf. Er kritisierte auch weiterhin die Einstellung der antizionistischen jüdischen Kreise. Mut gab er seinen Lesern u. a. durch die Erinnerungen an Theodor Herzl und dadurch, dass er ihn als Beispiel einer prophetischen Größe erwähnte.

### Das Schreiben im Ghetto Lodz/Litzmannstadt: Die „Chronik“ und die „Enzyklopädie“ des Gettos
Rasch nach seiner Ankunft im Ghetto fand Singer eine Einstellung in der Statistischen Abteilung des Judenältesten. In dieser Abteilung wurden Quellen „für zukünftige Gelehrte, die das Leben einer Jüdischen Gemeinschaft in einer ihrer schwersten Zeit studieren“ gesammelt. Hier ist vor allem eine Parallele zu dem im Warschauer Getto errichteten Ringelblum-Archiv Oneg Schabbat.
Seit Ende 1942 arbeitete Singer an der „Chronik“. Nach der Erkrankung des polnischen Hauptchronisten und Redaktionschefs Julian Cerski an Tuberkulose übernahm Singer, erst kommissarisch, ab Januar 1943 endgültig, seinen Posten. Mit seinem Aufstieg lässt sich eine wichtige Änderung in der „Chronik“ feststellen: Ab September 1942 erscheinen die täglichen Berichte nicht mehr auf Polnisch, sondern auf Deutsch. Nur selten werden polnischsprachige Einzelberichte beigefügt. Ab Januar 1943 werden die Texte ausschließlich auf Deutsch niedergeschrieben. Auch Singer war es, der die feuilletonistische Rubrik „Der kleine Getto-Spiegel“ einführte: Hier wurde in Miniaturen das Leben hinter den Drähten für den künftigen Leser geschildert.
Auch an dem zweiten großen Projekt der Statistischen Abteilung, der „Enzyklopädie“, war Singer als Autor beteiligt. Hier wurden auf einzelnen Karteikarten Persönlichkeiten, Einrichtungen, Ereignisse und Gegenstände aus dem Getto erläutert und für die Leser aus der Zukunft aufbereitet. Die „Enzyklopädie“ liegt als Manuskript in den Archiven in Polen, Israel und in den USA vor.

### Aufzeichnungen aus dem Ghetto
Die zwischen Tagebucheintrag, Essay, Notiz und journalistischen Artikeln oszillierenden Reportagen Oskar Singers „‚Im Eilschritt durch den Gettotag…‘“ wurden im Laufe der Edition der „Chronik des Gettos Lodz/Litzmannstadt“ in dem Staatsarchiv Lodz entdeckt.
Die Hauptthemen Singers Aufzeichnungen sind Berichte über die Tätigkeit der Ghettobetriebe: Vor allem der Lebenswille, die menschliche Würde und Selbstbehauptung treten hier besonders hervor. Persönliche Vorteilsnahme und Willkür werden auch in den schweren Lebensbedingungen an den Pranger gestellt. Die eigene körperliche Nöte und Leiden der Familie Singer werden oft thematisiert. Dagegen spricht der Autor nur selten von den NS-Tätern, da er sie, vermutlich, für nicht erwähnenswert hält. Der umstrittene Judenälteste Chaim Rumkowski wird sehr mild gesehen: Auch eine direkte Kritik seines Handelns wird vermieden. In den Essays „Zum Problem Ost und West“ widmet sich Singer den Unterschieden zwischen den Ost- und Westjuden.

## Schriften (Auswahl)
- „Hellseher Halmström“ (Hörspiel; gesendet am 8. Februar 1935 im Prager Rundfunk).
- „Herren der Welt: Zeitstück in drei Akten“, Prag: Refta-Verlag, 1935. Neu hrsg. von Sascha Feuchert, Hamburg: Forschungsstelle für Exilliteratur, 2001.
- „‚Im Eilschritt durch den Gettotag…‘ Reportagen und Essays aus dem Getto Lodz“, hrsg. von Sascha Feuchert, Erwin Leibfried, Jörg Riecke sowie Julian Baranowski, Krystyna Radziszewska und Krzysztof Woźniak, Berlin: Philo-Verlagsanstalt, 2002.
- „‚Przemierzając szybkim krokiem getto…‘. Reportaże i eseje z getta łodzkiego“, Łódź: Oficyna Bibliofilów, 2002. [Polnische Edition des voranstehenden Titels.]